# Ptyssoptera phaeochrysa
Ptyssoptera phaeochrysa is een vlinder uit de familie van de Palaephatidae. De wetenschappelijke naam van de soort is voor het eerst geldig gepubliceerd in 1926 door Turner.